# 肖诺县
肖諾县（英語：Shawano County，i/ˈʃɔːnoʊ/ SHAW-noh）是美国威斯康辛州東北部的一個縣，面積2,355平方公里。根據2020年美國人口普查，共有人口40,881人。縣治肖諾（Shawano）。該縣成立於1853年，縣名來自奧吉布瓦語，是「南方」的意思；另一種說法是紀念一名梅諾米尼族一名叫做肖諾（Sawanoh）的酋長。